# 다니무라 리카
다니무라 리카(일본어: 谷村 里佳, 1993년 7월 31일~)는 일본의 전 여자 농구 선수로, 포지션은 센터이다.

## 선수 경력
이바라키현 출신으로 고쇼가오카초등학교에서 농구를 시작했으며, 고쇼가오카중학교에서 도도부현 대항 주니어 농구 대회(주니어 올스타) 3위, 나카무라학원여자고등학교에서 전국 고등학교 종합체육대회 농구경기대회(인터하이) · 국민체육대회 농구경기 · 전국 고등학교 농구 선발 우승 대회(윈터컵) 준우승, 그리고 쓰쿠바대학에서는 전일본 대학 농구 선수권 대회 우승을 완수했다.
2016년 일본여자농구리그의 샹송 V 매직에 입단했으며, 같은 해에 유니버시아드 일본 국가대표로도 선발되어 4위에 입상했다.
2018년, 여자 일본 대표 후보로 선발되었다.
2019년, 일본 대표로 국제 평가전에 출전했으며, FIBA 여자 아시아컵 일본 대표로 선발되었으나 부상으로 인한 멤버 변경으로 출전하지 못했다.
2020년, 히타치 하이테크 쿠거스로 이적했다.
2022년 5월 9일, 샹송 V 매직으로 복귀했다.
2023년, 독일 분데스리가의 아이스 포겔 USC 프라이부르크로 이적했다.
2024년 6월 29일, 일본에서 열린 2024-2025 한국여자프로농구 아시아쿼터 선수 드래프트에서 전체 1순위로 인천 신한은행 에스버드에 지명되어 대한민국 프로무대에 입성하였다.
2025년 2월 22일 사직실내체육관에서 열린 부산 BNK 썸과의 경기를 마지막으로 현역 은퇴를 선언했다.